# Aleksander Iljič Ahiezer
Aleksander Iljič Ahiezer [aleksánder íljič ahiézer] (rusko Алекса́ндр Ильи́ч Ахие́зер), ruski fizik, * 31. oktober 1911, Čerikov, Ruski imperij (sedaj Belorusija), † 4. maj 2000, Harkov, Ukrajina.
Aleksander je bil brat ruskega matematika Nauma Iljiča Ahiezra.

## Življenje in delo
Leta 1934 je diplomiral na Politehniškem inštitutu v Kijevu. Istega leta je začel raziskovalno delovati pod Landaujevim mentorstvom na Fizikalno tehniškem inštitutu Ukrajinske akademije znanosti (УФТИ, HFTI) in leta 1935 na Državni univerzi v Harkovu. Doktoriral je leta 1936 na področju foton-fotonskega sipanja pri visokih energijah v kvantni elektrodinamiki, leta 1940 pa še na višji stopnji s teorijo absorpcije zvoka v kovinah in izolatorjih.
Prva generacija Landaujevih študentov, Ahiezer, Lifšic, Pomerančuk in drugi je tvorila znamenito Landaujevo šolo teoretične fizike. Ahiezer je, zvest tej šoli, ogromno prispeval na področju kvantne elektrodinamike, teorijam trdnega stanja, plazme in jedra. Zaradi Stalinovih čistk je Landau leta 1937 šolo prestavil v Moskvo in tudi večina njegovih študentov je odšla, Ahiezer pa je ostal v Harkovu.

## Priznanja

### Nagrade
Ahiezer je leta 1998 skupaj z Drellom kot prvi prejel Pomerančukovo nagrado za teoretično fiziko.